# サンハジャ語
サンハジャ語は、ベルベル語の一種で、北部ベルベル諸語に属す言語である。ゼナタ諸語に属する説とアトラス諸語に属する説がある。ゼナタ諸語に属する場合、さらにムザブ・ワルグラ諸語に属する説とリーフ諸語に属する説がある。モロッコのリーフ地方南部で話されている。近隣のリーフ語に大きな影響を与えた。小サンハジャ（ケタマ）というサンハジャ語とリーフ語との違いが明瞭ではない地域がリーフ地方に小さいながら存在する。

## 参照
1. ↑  Senhaja at Ethnologue (17th ed., 2013)
2. ↑  Lameen Souag, 2004: "Senhaja de Srair is not Zenati, but rather Atlas, belonging (despite location) with Middle Atlas Tamazight."
3. ↑  AA list, Blench & Dendo, ms, 2006
4. ↑  multitree Senhaja de Srair